# Anastasia Kostenko
Anastasia Kostenko (Salsk, Óblast de Rostov, Rusia) 29 de marzo de 1994) es una modelo rusa, segunda vice-miss Rusia 2014 y participante del concurso internacional de belleza Miss Mundo 2014 en Londres.

## Biografía
Nació el 29 de marzo de 1994 en Salsk, región de Rostov. Es la mayor de la familia, tiene dos hermanas menores y un hermano. Padre - Yaroslav Kostenko, pensionista que no trabaja; madre - Victoria Shcherbakova, operadora de computadoras. Los padres se divorciaron cuando Kostenko tenía cinco años. Vivía con su madre antes de ingresar a la Escuela Regional de Artes de Stavropol en 2009.

## Carrera
El 27 de octubre de 2021 registró su IP.
El propietario de los títulos "Miss Charm", "Miss Spring 2012",  "Don Beauty 2012", "Rostov Don Beauty 2012" según la revista Woman.ru.
Trabajó en la agencia de modelos Image-Elite. Participó en la Semana de la Moda Rusa (desfiles en las colecciones de los diseñadores de moda Ekaterina Smolina y Maria Tsigal). En 2013, trabajó como modelo comercial en China en la agencia de Beijing Modern Models, donde fue la cara de la empresa de vestidos hechos a mano LAN YU.
Según la propia Kostenko, es la ganadora del concurso Miss All Nation 2013 en Mongolia, pero no hay otra confirmación de esta información; Además, según los datos publicados en el sitio web pageantopolis.com, en 2013 no se realizó el concurso Miss All Nation.
El 1 de marzo de 2014, según los resultados de la votación final, Kostenko recibió el título de "Segunda Vice-Miss Rusia-2014". Como regalo, recibió una beca competitiva para estudiar en cualquier universidad del mundo.
Después de graduarse del concurso Miss Rusia 2014, recibió una educación vocacional secundaria en la Facultad de Artes de Rostov en la dirección del arte del ballet. Luego recibió su educación superior en la Universidad RUDN en la Facultad de Filología en la dirección de "periodismo".
Del 20 de noviembre al 14 de diciembre de 2014 representó a Rusia en el concurso Miss Mundo 2014 en Londres, como resultado de la decisión del jurado ingresó al Top 25 (lugar 20).

## Vida personal
Casada con el jugador de fútbol Dmitry Tarasov. Hay dos hijas: Milana (10 de julio de 2018) y Eva (5 de febrero de 2020), así como un hijo Alexei (29 de octubre de 2021).